# Dänische Volleyballnationalmannschaft der Frauen
Die dänische Volleyballnationalmannschaft der Frauen ist eine Auswahl der besten dänischen Spielerinnen, die den Dansk Volleyball Forbund bei internationalen Turnieren und Länderspielen repräsentiert.

## Geschichte
Die dänischen Frauen erreichten bei der Volleyball-Europameisterschaft 1963 den 13. Rang. Beim Turnier 1971 belegten sie den 16. Platz. Für Volleyball-Weltmeisterschaften oder Olympische Spiele konnten sie sich bisher nicht qualifizieren. Auch der World Cup und der World Grand Prix fanden bisher ohne dänische Beteiligung statt.